# Manuel Coco Rodríguez
Manuel Coco Rodríguez fue un militar español que participó en la Guerra civil española.

## Biografía
Militar profesional, pertenecía al arma de infantería. En julio de 1936 tenía el rango de teniente coronel y se encontraba destinado en el Regimiento de infantería «Pavía» n.º 7, con sede en Algeciras. Manuel Coco, que tenía el puesto de 2.º jefe del regimiento, estaba al frente de la conspiración militar en Algeciras.
La tarde del 18 de julio, tras el comienzo de la sublevación en Sevilla, el teniente coronel Coco se hizo fuerte en el regimiento y lideró la sublevación, haciéndose con el control de la ciudad. El 23 de julio el general Luis Orgaz designó a Coco comandante del regimiento «Pavía». Además, también sería nombrado comandante militar de Algeciras y del Campo de Gibraltar, teniendo un papel relevante en la represión desencadenada en la comarca contra las izquierdas y elementos republicanos.
En enero de 1937 participó en la Batalla de Málaga al frente de una columna, en el avance por la costa que culminaría con la conquista de Marbella.
Durante la contienda mandó la 3.ª brigada de la 13.ª División —con la cual participó en la batalla de Brunete—, y, posteriormente, una brigada de la 105.ª División. Ascendería al rango de coronel. En julio de 1938 mandaba uno de los sectores del río Ebro que, al inicio de la Batalla del Ebro, fue atacado por la XIV Brigada Internacional. Coco logró interceptar el ataque republicano, destruyendo además la cabeza de puente republicana e impidiendo el cruce del río en ese sector. En agosto fue nombrado comandante de la 50.ª División, con la que tomaría parte en la contraofensiva final de la batalla del Ebro y en la Campaña de Cataluña.
Durante la Dictadura franquista ocuparía puestos relevantes, alcanzando el rango de teniente general.